# Julia Murray
Julia Murray (* 23. Dezember 1988 in Whistler, British Columbia) ist eine ehemalige kanadische Freestyle-Skierin. Sie war auf die Disziplin Skicross spezialisiert.

## Biografie
Ihr Vater Dave Murray war Skirennläufer und gehörte in den 1970er Jahren zu den „Crazy Canucks“; er starb, als sie zwei Jahre alt war. Ihre Mutter Stephanie Sloan war ebenfalls Freestyle-Skierin und gewann 1980 als erste Athletin die Gesamtwertung des Weltcups.
Julia Murray wurde 2007 in das neu geschaffene kanadische Skicross-Nationalteam aufgenommen. Am 12. Januar 2008 nahm sie in Les Contamines erstmals an einem Weltcuprennen teil und fuhr auf den achten Platz. In der Folge konnte sie sich an der Weltspitze etablieren und erreichte mehrere Platzierungen unter den besten zehn. Ihre erste Podestplatzierung erreichte sie am 14. März 2009 als Dritte in Hasliberg. Ihr bisher bestes Ergebnis ist ein zweiter Platz, erzielt am 9. Januar 2010 in Les Contamines.
Bei den Olympischen Winterspielen 2010 schied Murray im Viertelfinale aus und klassierte sich als Zwölfte, woraufhin sie die Saison vorzeitig beendete. In der Saison 2010/11 kam Murray im Weltcup nicht über einen elften Platz hinaus, qualifizierte sich aber dennoch für die Weltmeisterschaft 2011 in Deer Valley und gewann die Silbermedaille.
Im Juni 2012 gab Murray ihren Rücktritt vom Leistungssport bekannt.

## Erfolge

### Olympische Spiele
- Vancouver 2010: 12. Skicross

### Weltmeisterschaften
- Inawashiro 2009: 10. Skicross
- Deer Valley 2011: 2. Skicross

### Weltcup
- Saison 2007/08: 10. Skicross-Weltcup
- Saison 2008/09: 11. Skicross-Weltcup
- Saison 2009/10: 8. Skicross-Weltcup
- 3 Podestplätze